# Journal de la Corse
Il Journal de la Corse è il più antico periodico d'Europa infatti la sua nascita risale al 1817, nato come quotidiano sulle leggi e gli atti riguardanti l'isola oggi è un settimanale generalista generalista che pubblica anche annunci legali.

## Storia
Il Journal de la Corse nacque il 1º novembre 1817 con il nome di Journal du Départment de la Corse in edizione bilingue francese-italiana infatti l'italiano era all'epoca la lingua colta della Corsica ed era parlata dalla maggioranza degli abitanti stampato presso l'Imprimerie Royale di Ajaccio con lo scopo di informare le autorità isolane sui leggi e gli atti amministrativi del governo centrale riguardanti l'isola infatti venne consegnato a tutti i sindaci e alle autorità isolane e dal secondo numero venne consegnato solo agli abbonati. Il bilinguismo francese-italiano durò poco a favore del monolinguismo francese e venne abbandonato prima del 1827, dal 1840 divenne Journal de la Corse e dal 1860 cominciò anche ad essere venduto nell'isola al prezzo di 30 centesimi di franco.
Oggi il settimanale pubblica in ogni numero anche uno o due articoli in corso.